# مارتين برادو
مارتين برادو (بالإسبانية: Martín Prado)‏ هو لاعب كرة قاعدة فنزويلي، ولد في 27 أكتوبر 1983 في ماراكاي في فنزويلا.

## وصلات خارجية
- مارتين برادو على موقع دوري كرة القاعدة الرئيسي (الإنجليزية)
- مارتين برادو على موقعبيزبول رفرنس.كوم (الدوري الرئيسي) (الإنجليزية)
- مارتين برادو على موقعبيزبول رفرنس.كوم (الدوري الثانوي) (الإنجليزية)
- مارتين برادو على موقع إي إس بي إن.كوم (أم.أل.بي) (الإنجليزية)
- مارتين برادو على موقع مشجعي الرسوم البيانية (الإنجليزية)